# Foderanalys
Vid en foderanalys analyserar man ett djurfoders näringsinnehåll, energiinnehåll, mängden smältbart protein, kalcium, fosfor, torrsubstans med mera.
En foderanalys är särskilt viktig att göra på ett foder innan man ger det till känsliga djur såsom hästar, kor, o.dyl.
Det finns många företag som gör foderanalyser, en del endast av foder till vissa sorters djur. De två största som i princip gör alla typer av analyser, är AnalyCen och Statens Veterinärmedicinska Anstalt.